# Parochthiphila luppovae
Parochthiphila luppovae är en tvåvingeart som beskrevs av Tanasijtshuk 1968. Parochthiphila luppovae ingår i släktet Parochthiphila och familjen markflugor. Inga underarter finns listade i Catalogue of Life.